# ECA-Siedlung

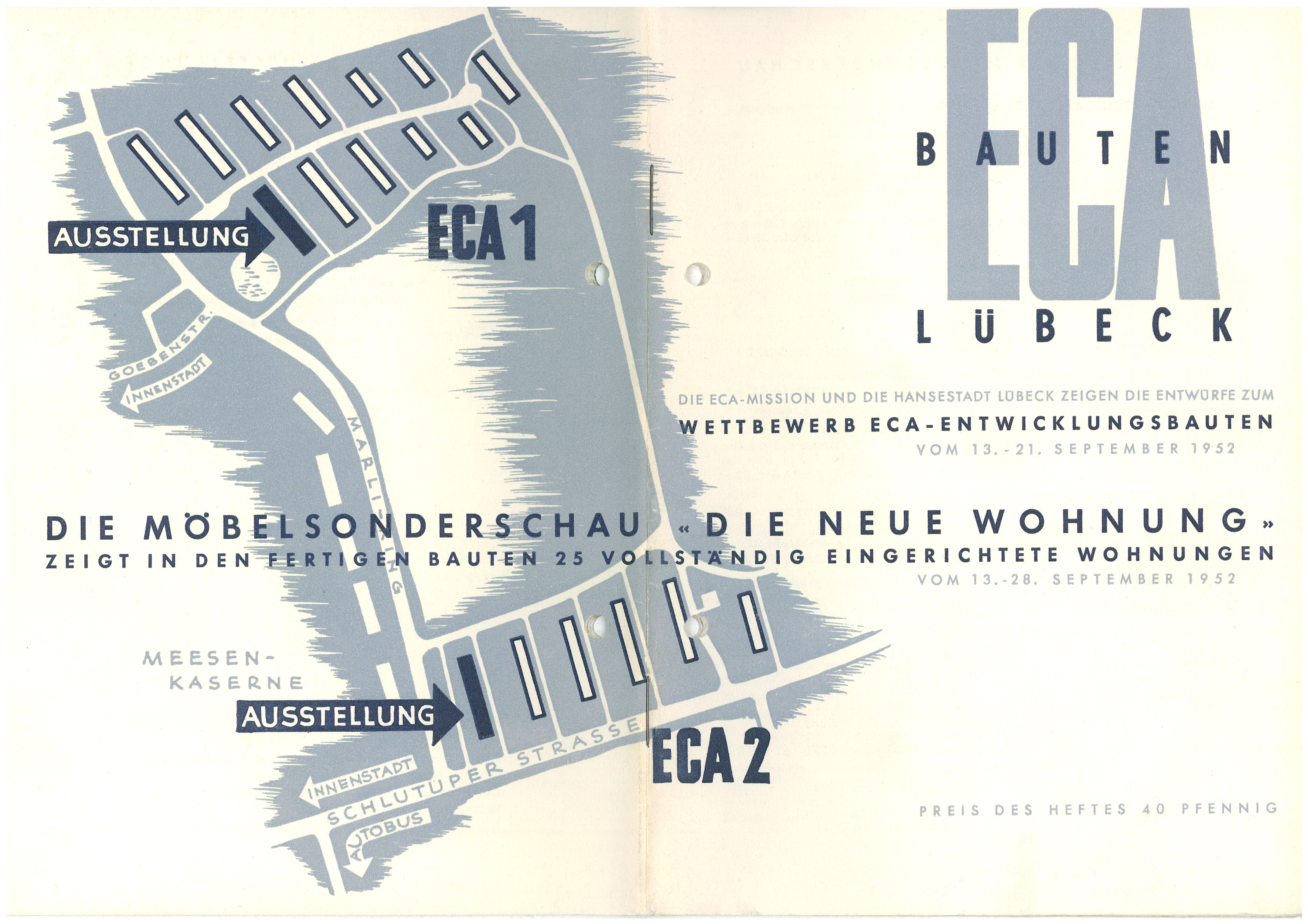
Informationsheft zur Ausstellung zum ECA-Wettbewerb in Lübeck 1952 (Mitteilungsblatt der Arbeitsgemeinschaft für zeitgemäßes Bauen e.V. Nr. 37 vom 1. September 1952)

ECA-Siedlung ist der Name von mehreren Siedlungen, die in Deutschland nach dem Zweiten Weltkrieg, finanziert aus Mitteln des ERP (= European Recovery Program), für die die US-amerikanische Economic Cooperation Administration (ECA) zuständig war, gebaut wurden.

## Vorgeschichte
Zur Behebung der großen Wohnungsnot nach den Zerstörungen des Zweiten Weltkriegs und dem Zustrom von Flüchtlingen und Vertriebenen aus den deutschen Ostgebieten in den westlichen Teil Deutschlands wurden im Rahmen und mit Mitteln des Marshallplanes in den 1950er Jahren einige größere Wohnungsbauprojekte unterstützt.
Die Vertretung der ECA (= Economic Cooperation Administration = Verwaltung für wirtschaftliche Zusammenarbeit) in Europa, die für das von dem US-amerikanischen Außenminister George C. Marshall 1947 initiierte ERP (= European Recovery Program = Europäisches Wiederaufbau-Programm, den sogenannten „Marshall Plan“) zuständig war, hatte im Sommer 1949 die verschiedenen deutschen Organisationen und Verbände, darunter auch den Gewerkschaftsrat in Frankfurt a.M. aufgefordert, geeignete Vorschläge zu machen, wie man unter Einsatz von Marshall-Plan-Geldern den Flüchtlingen in Deutschland helfen könnte.
Das erste große Wohnungsbauprojekt, was unmittelbar danach startete, war das von Hans Böckler, dem späteren Vorsitzenden des Deutschen Gewerkschaftsbundes initiierte, sogenannte „ERP-Programm 10.000 Flüchtlingswohnungen“, das ab September 1949 in Schleswig-Holstein auf der Basis der Typengebäude und Mustergrundrisse der Kieler Arbeitsgemeinschaft für zeitgemäßes Bauen e.V. realisiert wurde.

## ECA-Wettbewerb
Zwei Jahre nach dem Start des „ERP-Programms 10.000 Flüchtlingswohnungen“ wurde vom Bundesministerium für Wohnungsbau und der ECA im Sommer 1951 ein Realisierungswettbewerb für Architekten und Baufirmen ausgelobt, der als ECA-Wettbewerb in die Geschichte einging. Die im Anschluss gebauten Siedlungen tragen zum großen Teil heute noch den Namen ECA-Siedlung bzw. MSA-Siedlung. Als Vorgabe war, unter anderem gefordert, Kleinwohnungen zu einem Festpreis möglichst billig zu errichten; der soziale Wohnungsbau sollte gefördert werden.
Die Finanzierung der Wohnungsbauprojekte lief zunächst über die 1948 eingerichtete US-amerikanische Economic Cooperation Administration (ECA), ab 1951 über die Mutual Security Agency (MSA). 1953 ersetzte die Foreign Operations Administration (FOA) die Mutual Security Agency, auch diese Institution betrieb Siedlungsbau.

## ECA-Siedlungen
- Nürnberg-Langwasser
- Recklinghausen-König-Ludwig
- Aachen-Beverau
- Marl-Brassert
- Essen-Schonnebeck

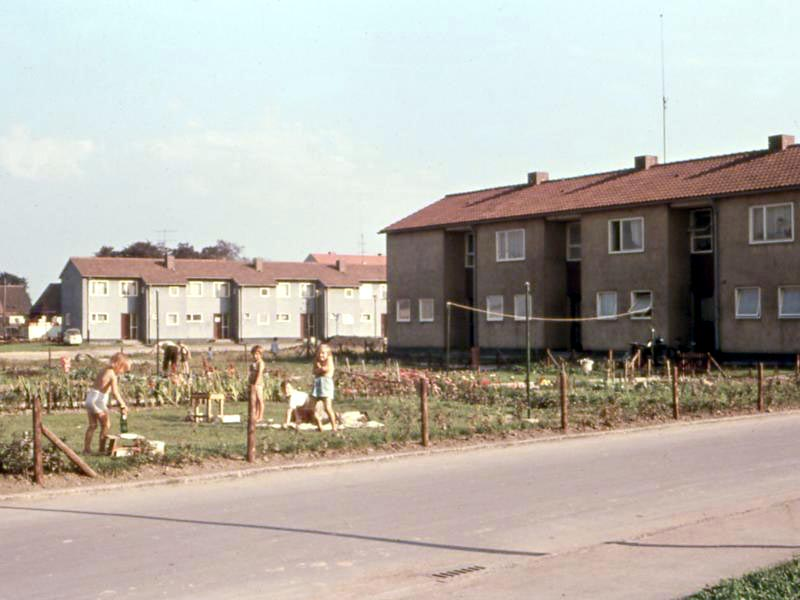
Die MSA-Siedlung Scharnhorst in den 1950er Jahren

- Gelsenkirchen-Beckhausen / Gladbeck-Brauck (Rosenhügel)
- Reutlingen (Eberhard-Wildermuth)
- Stuttgart-Feuerbach
- Mannheim
- Bergkamen-Weddinghofen[4]
- Freiburg-Haslach ⊙ – zwischenzeitlich abgerissen[5]
- Braunschweig-Rühme
- Hannover: ECA-Siedlung am Mittelfeld[6]
- Kaufbeuren
- Lübeck (Hier wurden abweichend von den anderen Orten zwei Siedlungen als Versuchs- und Vergleichsbauten errichtet: die sogenannten ECA I- und ECA II-Typen. Der ECA I-Typ wurde als Celonit-Porenbetonstein-Konstruktion, der ECA II-Typ wurde im Trautsch-Montagebauverfahren errichtet.)[7]

## MSA-Siedlungen
- Recklinghausen
- Dortmund, Stadtteil Alt-Scharnhorst
- Bochum-Gerthe und Hiltrop ⊙ – Es wurden 383 Wohnhäuser gebaut[8]
- Duisburg-Walsum (Ortsteil Aldenrade)

## FOA-Siedlungen
- Bochum-Altenbochum, Buselohstraße, 408 Wohnungen für „Sowjetzonenflüchtlinge“ ⊙ [3][9]